# Манастир Зочиште
Манастир Светих врача Козме и Дамјана Манастир, је мушки манастир Епархије рашко-призренске, налази се у месту Зочиште, 5 km југоисточно од Ораховца и пар километара југоисточно од Велике Хоче. Село и манастир су добили име по извору лековите воде за очи.
Манастир Светих Врача Кузмана и Дамјана припада Епархији рашко-призренској Српске православне цркве и евидентирано је непокретно културно добро.
Старешина манастира је архимандрит Стефан (Миленковић), са братством на челу од 20. маја 2004. године.

## Прошлост манастира
Манастир је саграђен у 14. веку, у време владавине Немањића, на остацима старе византијске светиње, али је његов ктитор непознат. У последњим истраживањима, на месту данашњег храма су пронађени ранохришћански надгробни споменици из 4. века, као и керамика из 3. и 4. века. Први писани помен манастира је у даровној повеље Стефана Дечанског из 1327. године. Најстарије очуване фреске у цркви, која потиче из периода оснивања, су из 14. века. Манастир је поседовао минеј из 15. века, који се чувао Народној библиотеци , уништеној 6. априла 1941. године, приликом бомбардовања.

## Архитектура манастирске цркве
Манастирска црква је подигнута као једнобродна засведена грађевина са тространом апсидом на истоку и нешто широм и вишом припратом зидана је неправилним тесаницима. На зидовима цркве делимично је био сачуван живопис високих стилских квалитета, који се различито датује. У манастиру се чувала збирка вредних икона и других црквених предмета.

## Разарање манастира 1999. године
У септембру 1999. године Цркву Св. Врача Бесребреника Кузмана и Дамјана, након доласка немачких снага КФОР, припадници ОВК су минирали, а приликом експлозије уништене су многе вредне фреске, иконе и други предмети, као и српско гробље и околне куће мештана. Монаси су евакуисани у последњем тренутку.

## Обнова 2004. године
Црква је обновљена у октобру 2004. године. За изградњу је коришћен камен старе цркве и нова је скоро идентична порушеној. Сада су црква и посед у специјалној заштићеној зони, ограђеној бодљикавом жицом, коју је поставио Кфор. У манастиру се налазе мошти светитеља Козме и Дамјана. Како у Зочишту нема више Срба, манастир најчешће посећују мештани околне Велике Хоче и Ораховца и странци, а према моштима светитеља поштовање гаје и локални, али и Албанци из других крајева, због веровања у исцељење болести, а неки од њих и због гриже савести после учествовања у рушењу манастира.